# أوراق بحثية في الاقتصاد
أوراق بحثية في الاقتصاد هو موقع ويب من نوع قاعدة بيانات ببليوغرافية وأرشيف مفتوح الوصول ‏ أنشئ في 1997، وهو متوفر باللغة الإنجليزية.

## وصلات خارجية
- الموقع الرسمي